# Jakobsit
Jakobsit ist ein eher selten vorkommendes Mineral aus der Mineralklasse der „Oxide und Hydroxide“ mit der Endgliedzusammensetzung Mn2+Fe3+2O4 und ist damit chemisch gesehen ein Mangan-Eisen-Oxid. Strukturell gehört Jakobsit zur Gruppe der Spinelle.
Jakobsit kristallisiert im kubischen Kristallsystem, entwickelt aber nur selten oktaedrische Kristalle bis etwa 6 mm Größe. Meist findet er sich in Form gerundeter Einsprenglinge und körniger bis massiger Mineral-Aggregate oder krustiger Überzüge. Das Mineral ist im Allgemeinen undurchsichtig und nur an dünnen Kristallkanten durchscheinend. Die Oberflächen der bräunlichschwarzen bis schwarzen Kristalle weisen einen halbmetallischen bis metallischen Glanz. In Aggregatform sind die Oberflächen dagegen eher matt. Die Strichfarbe von Jakobsit unterscheidet sich von seiner Oberflächenfarbe und variiert zwischen rötlichschwarz und braun.
Mit Magnetit (Fe2+(Fe3+)2O4) bildet Jakobsit eine lückenlose Mischkristallreihe.

## Etymologie und Geschichte
Erstmals entdeckt wurde Jakobsit in der ehemaligen Eisen- und Manganerzgrube Jakobsberg (59° 49′ N, 14° 6′ O) etwa 2 km südlich von Nordmark in der schwedischen Gemeinde Filipstad (Värmland). Die Erstbeschreibung erfolgte 1869 durch Augustin Alexis Damour, der das Mineral nach dessen Typlokalität benannte.
Das Typmaterial des Minerals wird im Naturhistoriska riksmuseet (Naturhistorisches Reichsmuseum) in Stockholm aufbewahrt.

## Klassifikation
Die strukturelle Klassifikation der International Mineralogical Association (IMA) zählt den Jakobsit zur Spinell-Supergruppe, wo er zusammen mit Chromit, Cochromit, Coulsonit, Cuprospinell, Dellagiustait, Deltalumit, Franklinit, Gahnit, Galaxit, Guit, Hausmannit, Hercynit, Hetaerolith, Maghemit, Magnesiochromit, Magnesiocoulsonit, Magnesioferrit, Magnetit, Manganochromit, Spinell, Thermaerogenit, Titanomaghemit, Trevorit, Vuorelainenit und Zincochromit die Spinell-Untergruppe innerhalb der Oxispinelle bildet (Stand 2018). Ebenfalls in diese Gruppe gehören die nach 2018 beschriebenen Oxispinelle Chihmingit und Chukochenit sowie der Nichromit, dessen Name von der CNMNC der IMA noch nicht anerkannt worden ist.
Bereits in der veralteten, aber teilweise noch gebräuchlichen 8. Auflage der Mineralsystematik nach Strunz gehörte der Jakobsit zur Mineralklasse der „Oxide und Hydroxide“ und dort zur Abteilung der „Verbindungen mit M3O4- und verwandte Verbindungen“, wo er zusammen mit Franklinit, Magnesioferrit, Magnetit und Trevorit die Gruppe der „Eisen(III)-Spinelle“ mit der System-Nr. IV/B.01b bildete.
Im Lapis-Mineralienverzeichnis nach Stefan Weiß, das sich aus Rücksicht auf private Sammler und institutionelle Sammlungen noch nach dieser alten Form der Systematik von Karl Hugo Strunz richtet, erhielt das Mineral die System- und Mineral-Nr. IV/B.02-30. In der „Lapis-Systematik“ entspricht dies der etwas präziser definierten Abteilung der „Oxide mit [dem Stoffmengen]Verhältnis Metall : Sauerstoff = 3 : 4 (Spinelltyp M3O4 und verwandte Verbindungen)“, wo Jakobsit zusammen mit Cuprospinell, Franklinit, Magnesioferrit, Magnetit und Trevorit die Gruppe der „Ferrit-Spinelle“ bildet (Stand 2018).
Die seit 2001 gültige und von der IMA zuletzt 2009 aktualisierte 9. Auflage der Strunz’schen Mineralsystematik ordnet den Jakobsit ebenfalls in die Abteilung der Oxide mit dem Stoffmengenverhältnis „Metall : Sauerstoff = 3 : 4 und vergleichbare“ ein. Diese ist weiter unterteilt nach der relativen Größe der beteiligten Kationen, so dass das Mineral entsprechend seiner Zusammensetzung in der Unterabteilung „Mit ausschließlich mittelgroßen Kationen“ zu finden ist, wo es zusammen mit Chromit, Cochromit, Coulsonit, Cuprospinell, Filipstadit, Franklinit, Gahnit, Galaxit, Hercynit, Magnesiochromit, Magnesiocoulsonit, Magnesioferrit, Magnetit, Manganochromit, Nichromit, Qandilit, Spinell, Trevorit, Ulvöspinell, Vuorelainenit und Zincochromit die „Spinellgruppe“ mit der System-Nr. 4.BB.05 bildet.
Auch die vorwiegend im englischen Sprachraum gebräuchliche Systematik der Minerale nach Dana ordnet den Jakobsit in die Klasse der „Oxide und Hydroxide“ und dort in die Abteilung „Mehrfache Oxide“ ein. Hier ist er zusammen mit Brunogeierit, Cuprospinell, Franklinit, Magnesioferrit, Magnetit und Trevorit in der „Eisen-Untergruppe“ mit der System-Nr. 07.02.02 innerhalb der Unterabteilung „Mehrfache Oxide (A+B2+)2X4, Spinellgruppe“ zu finden.

## Chemismus
In der Endgliedzusammensetzung von Jakobsit (Mn2+Fe3+2O4) besteht das Mineral aus Mangan (Mn), Eisen (Fe) und Sauerstoff (O) in dem für Spinelle typischen Stoffmengenverhältnis von 1 : 2 : 4. Dies entspricht einem Massenanteil (Gewichts-%) von 23,82 Gew.-% Mn, 48,43 Gew.-% Fe und 27,75 Gew.-% O.
Die analysierten Proben aus der Typlokalität Jakobsberg in Schweden sowie aus dem Fundort Bald Knob im Alleghany County von North Carolina (USA) zeigten allerdings, dass ein geringer Anteil des zweiwertigen Mangans (Mn2+) durch Fe2+ und/oder Magnesium (Mg) sowie ein geringer Anteil des dreiwertigen Eisens (Fe3+) durch Mn3+ ersetzt (substituiert) sein kann. Die vereinfachte Zusammensetzung wird daher in verschiedenen Quellen auch mit (Mn2+,Fe2+,Mg)(Fe3+,Mn3+)2O4 angegeben.
Zudem wiesen die Proben sehr geringe Gehalte an Aluminium und Titan auf, die allerdings nicht in die Mischformel einflossen.

## Kristallstruktur
Jakobsit kristallisiert in der kubischen Raumgruppe Fd3m (Raumgruppen-Nr. 227) mit dem Gitterparameter a = 8,47 Å sowie acht Formeleinheiten pro Elementarzelle.

## Modifikationen und Varietäten
Die Verbindung Mn2+Fe3+2O4 ist dimorph und kommt in der Natur neben dem kubisch kristallisierenden Jakobsit noch als tetragonal kristallisierender Iwakiit vor.
Ein von Lars Johan Igelström (1822–1897) 1894 beschriebenes und als Magnetostibian bezeichnetes Mineral, wurde nach Analysen durch Paul B. Moore zunächst als sehr ungenau bekanntes, komplexes Antimonoxid eingestuft und 1973 als identisch mit Jakobsit angesehen und diskreditiert.
Ein Mineralgemenge aus Hausmannit und Jakobsit die individuelle Bezeichnung Vredenburgit.

## Bildung und Fundorte

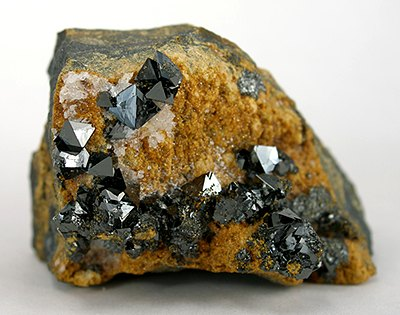
Jakobsit (schwarze, 6 mm große Oktaeder) mit winzigen Granaten (orange) auf Lizarditmatrix (gelber Überzug) aus der Wessels Mine, Hotazel, Südafrika (Größe 5 cm × 4 cm × 3,25 cm)

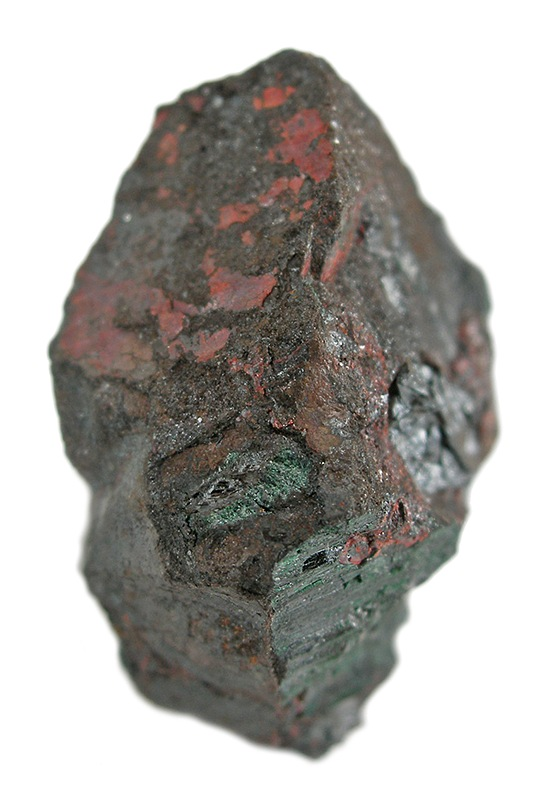
Körniges Mineral-Aggregat mit einer Kruste aus Jakobsit (schwarz) und Zinkit (rot) aus der Franklin Mine, New Jersey, USA. Der Manganosit unter der dünnen Jakobsitkruste ist noch unverwittert grün. (Größe: 3,0 cm × 2,0 cm × 1,5 cm)

Jakobsit bildet sich entweder primär oder sekundär als Umwandlungsprodukt aus anderen manganhaltigen Mineralen in metamorphen Mangan-Lagerstätten. Als Begleitminerale treten unter anderem Hausmannit, Galaxit, Braunit, Pyrolusit, Coronadit, Hämatit und Magnetit auf.
Als eher seltene Mineralbildung kann Jakobsit an verschiedenen Fundorten zum Teil zwar reichlich vorhanden sein, insgesamt ist er aber wenig verbreitet. Insgesamt sind bisher rund 180 Fundorte (Stand 2018) für Jakobsit dokumentiert. Neben seiner Typlokalität, der Grube Jakobsberg bei Nordmark, konnte das Mineral noch an mehreren Orten in der Provinz Värmland gefunden werden wie unter anderem bei Långban und Pajsberg. Weitere bekannte Fundorte in Schweden sind Garpenberg in der Gemeinde Hedemora und Ulvshyttan in der Gemeinde Ludvika (Dalarnas län), Kesebol in der Gemeinde Åmål (Västra Götalands län, ehemals Dalsland) sowie Grythyttan in der Gemeinde Hällefors, mehrere Gruben in der Gemeinde Lindesberg und das Häste-Erzfeld in der Gemeinde Norberg (Västmanlands län).
In Deutschland trat Jakobsit unter anderem in Gesteinsproben aus dem Rhyolith-Steinbruch Fuchs an der Hartkoppe bei Sailauf in Bayern auf, die auch als Typlokalität für die Minerale Sailaufit und Okruschit gilt. Weitere Jakobsitfunde wurden aus der Grube Fischbacher Werk im Landkreis Altenkirchen sowie am Krufter Ofen, an mehreren Stellen bei Mendig (In den Dellen, Thelenberg, Wingertsberg) und am Ettringer Bellerberg im Mayen-Koblenz-Kreis in Rheinland-Pfalz sowie aus dem Schacht 139 (Abrahamhalde) bei Lauta im sächsischen Erzgebirgskreis bekannt.
In Österreich fand sich das Mineral unter anderem in Gesteinsproben, die beim Bau der Mauer für den Stausee Mooserboden anfielen. In den Hängen östlich des Staudamms werden die dort vorhandenen Prasinite von manganhaltigen Adern durchzogen, von denen zwei beim Bau des Damms in den 1950er Jahren angeschnitten wurden. Des Weiteren kennt man Jakobsit aus einem Radiolarit-Ausbiss auf der Fuchsalm im ebenfalls in Salzburg liegenden Taurachtal. Zwei weitere bekannte Fundorte sind Manganvererzungen am Friedlkogel nahe Veitsch in der Steiermark sowie im Ködnitztal und auf der Wunspitze in Tirol.
In der Schweiz konnte Jakobsit bisher bei Ausserferrera und Le Prese im Kanton Graubünden, in der Gemeinde Sargans im Kanton St. Gallen sowie bei Pipjitälli nahe dem Pipjigletscher und im Täschtal, einem Teil des Mattertals im Kanton Wallis gefunden werden.
Weitere bisher bekannte Fundorte liegen unter anderem in Australien, Brasilien, China, Frankreich, Ghana, Indien, Israel, Italien, Japan, Kanada, Kasachstan, Kenia, Marokko, der Republik Mazedonien, Mexiko, der Mongolei, Namibia, Norwegen, Rumänien, Russland, der Slowakei, Spanien, Südafrika, Sudan, Tansania, der Türkei, Tschechien, im Vereinigten Königreich (UK) und den Vereinigten Staaten von Amerika (USA).

## Verwendung
Aufgrund der lokalen Anhäufung am Jakobsberg in Wermland, aber auch bei Urandi im brasilianischen Bundesstaat Bahia wurde Jakobsit als Manganerz abgebaut.